# Dayton Open 1979
Il Dayton Open 1979 è stato un torneo di tennis giocato sul sintetico indoor. È stata la 5ª edizione del Dayton Open, che fa parte del Colgate-Palmolive Grand Prix 1979. Si è giocato a Dayton negli Stati Uniti, dal 26 marzo al 1º aprile 1979.

## Campioni

### Singolare
Butch Walts ha battuto in finale  Marty Riessen con il punteggio di 6–3 6–4

### Doppio
Cliff Drysdale /  Bruce Manson hanno battuto in finale  Ross Case /  Phil Dent con il punteggio di 3–6, 6–3, 7–6